# Фандас Сафіуллін
Фандас Шакірович Сафіуллін — російський татарстанський політичний і громадський діяч. Був депутатом Державної ради Республіки Татарстан та Державної думи Російської Федерації.

## Біографія
Народився 17 серпня 1936 року в селі Малбагиш Азнакаївського району. Закінчив десятирічну школу в Бугульмі.

### На військовій службі
У 1954-1988 роках служив у Радянській Армії . Закінчив Саратовське танкове училище, філософський факультет Білоруського державного університету. Останню військову службу провів як завуч і доцент Казанської вищої інженерної школи командування ракетами. Його військове звання — полковник.

### Парламентська діяльність
Двічі обирався до парламенту Татарстану в 1990 і 1995 роках. Депутат Держдуми Росії з 1999-2003, член комітету з міжнародних справ, а також член комітетів з геополітики та ситуації в Чечні.
Виступає на 136 пленарних і чергових засіданнях. У своїх виступах він викладає 5 основних політичних вимог:
- Збереження та розвиток конкурентоспроможності економіки країни;
- Використання природних ресурсів на благо населення та майбутніх поколінь;
- Забезпечити державну підтримку малому та середньому бізнесу та забезпечити, щоб чиновники не втручалися;
- Забезпечення продовольчої безпеки та зміна ставлення до обслуговування фермерів;
- Відновлення фізичної, духовної та моральної чистоти суспільства.

Фандас Сафіуллін підтримує розвиток російського федералізму, збереження статусу національних республік; Захист інтересів, прав та обов'язків Республіки Татарстан; Виступає за мир і злагоду між народами Росії.